# Frederick Van Nuys

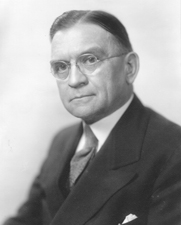
Frederick Van Nuys

Frederick Van Nuys (* 16. April 1874 in Falmouth, Rush County, Indiana; † 25. Januar 1944 bei Vienna, Virginia) war ein US-amerikanischer Jurist und Politiker (Demokratische Partei), der den Bundesstaat Indiana im US-Senat vertrat.
Nachdem er zunächst die öffentlichen Schulen besucht hatte, machte Frederick Van Nuys 1898 seinen Abschluss am Earlham College in Richmond; zwei Jahre später folgte das juristische Examen an der Law School der Indiana University in Indianapolis. Ebenfalls noch 1900 folgte die Aufnahme in die Anwaltskammer, woraufhin er als Jurist in Shelbyville zu praktizieren begann. Wenig später zog er nach Anderson um.
Von 1906 bis 1910 war Van Nuys Staatsanwalt im Madison County. Sein erstes politisches Amt bekleidete er von 1913 bis 1916 als Mitglied des Senats von Indiana; 1915 war er Präsident pro tempore der Parlamentskammer. Ab 1916 lebte er dann in Indianapolis. Von 1920 bis 1922 amtierte er als Bundesstaatsanwalt für den Gerichtsdistrikt von Indiana. In dieser Funktion folgte er auf Lemuel Ertus Slack.
Schließlich wurde Frederick Van Nuys 1932 zum US-Senator gewählt, wobei er den langjährigen republikanischen Amtsinhaber James Eli Watson besiegte. Er nahm sein Mandat ab dem 4. März 1933 wahr und wurde nach sechs Jahren im Amt bestätigt. Ab 1941 war er Vorsitzender des Justizausschusses. Noch vor Ablauf seiner zweiten Amtszeit starb Van Nuys im Januar 1944 auf einer Farm in Virginia.